# Guillaume De Groot
Pour les articles homonymes, voir De Groot.
Guillaume De Groot, né le 22 août 1839 à Bruxelles et mort le 4 avril 1922 à Uccle, est un sculpteur belge.

## Biographie
Guillaume De Groot naît à Bruxelles en 1839.
Il reçoit sa formation artistique dans l'atelier du sculpteur Égide Mélot, élève de Guillaume Geefs.
Il se fait construire par l'architecte Émile Janlet une maison avec atelier à l'avenue Louise, où il habite jusqu'à sa mort en 1922 ; il cédera sa demeure à la Ville de Bruxelles afin d'y exposer ses œuvres, ce qui ne fut jamais fait, la Ville ayant cédé cette maison cinquante ans plus tard pour la remplacer par la Tour ITT.
Il meurt à Uccle le 4 avril 1922 et est inhumé à Evere au cimetière de Bruxelles.

## Œuvres
- 1860 : Couronnement de la Vierge, au tympan du portail néoroman de l'église Notre-Dame de la Chapelle à Bruxelles[3].
- 1866 : Buste de Pierre-Victor Jamaer, marbre blanc, musée de la ville de Bruxelles.
- 1869 : lions héraldiques de l'escalier de l'hôtel de ville de Bruxelles[4].
- vers 1870 : figures couchées symbolisant Le Travail, L'Abondance, La Poste et Le Télégraphe, Palais de la Bourse de Bruxelles[5] ;
- vers 1870 : allégories de L'Art, La Science, L'Agriculture et L'Industrie, Palais de la Bourse de Bruxelles[6].
- 1874 : statues de l'escalier monumental de l'hôtel du Gouverneur de la Banque nationale, rue du Bois Sauvage à Bruxelles[7].
- vers 1875 : statue allégorique de la Musique, devant une des quatre colonnes colossales de la façade du Musée d'art ancien de Bruxelles[8].
- 1879-1890 : Le Travail, statue allégorique, Bruxelles, quartier des Quais.
- 1880 : Génie des Arts en cuivre doré, façade latérale gauche du Musée d'art ancien de Bruxelles[9].
- vers 1885 : certaines des statuettes ornant la Maison du Roi à Bruxelles[10].
- 1897 : Monument à Charles Rogier, place de la Liberté à Bruxelles[11].
- 1897 : L'Assaut de Jérusalem et les Assises de Jérusalem, deux bas-reliefs en bronze ornant le piédestal du Monument à Godefroid de Bouillon à Bruxelles.
- 1905 : allégories de La Province de Namur et de La Province du Luxembourg au pied des Arcades du Cinquantenaire à Bruxelles.

Œuvres de Guillaume De Groot
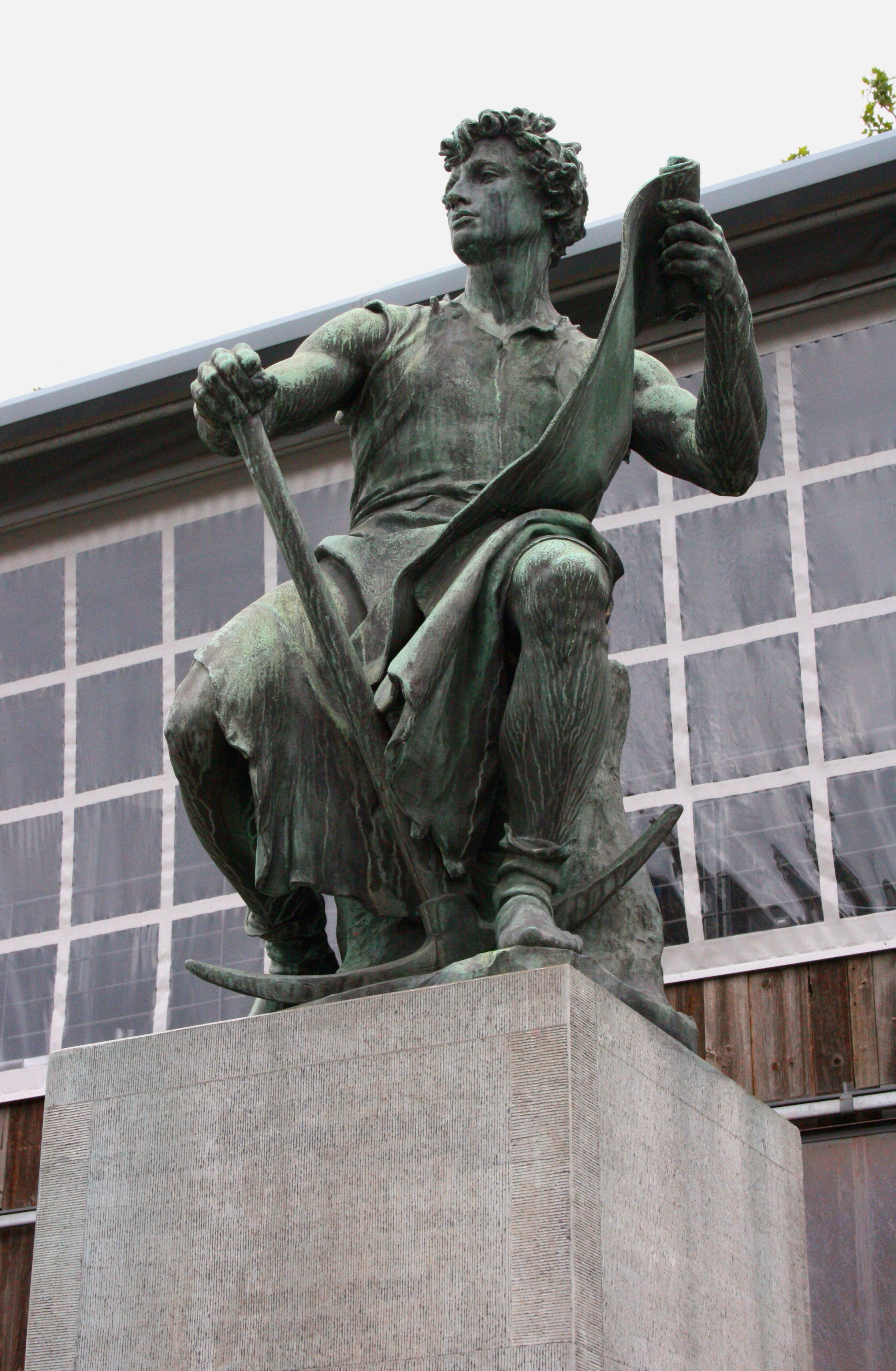
Le Travail, 1879-1890, Bruxelles, quartier des Quais.
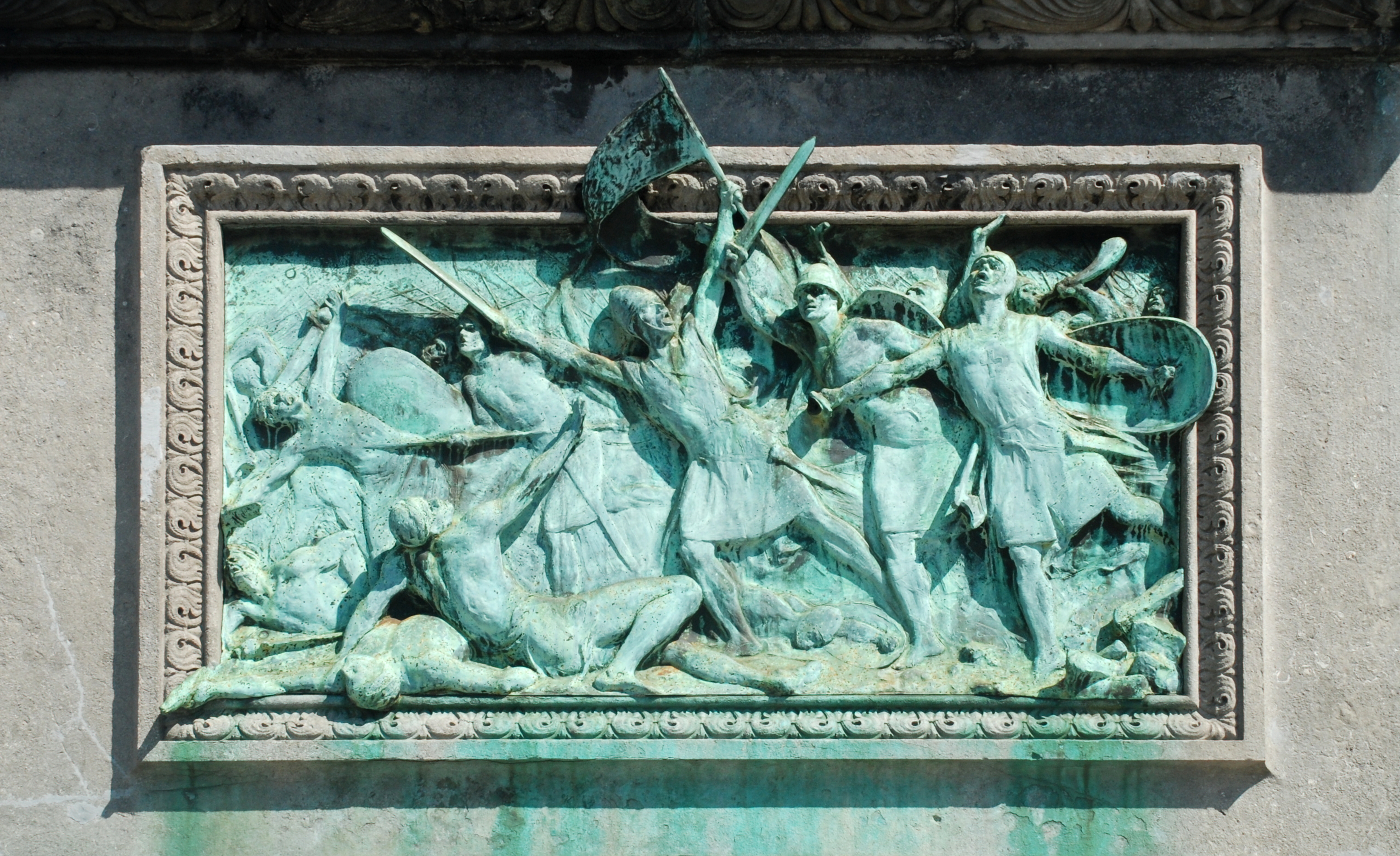
L'Assaut de Jérusalem, piédestal du Monument à Godefroid de Bouillon, 1897, Bruxelles.
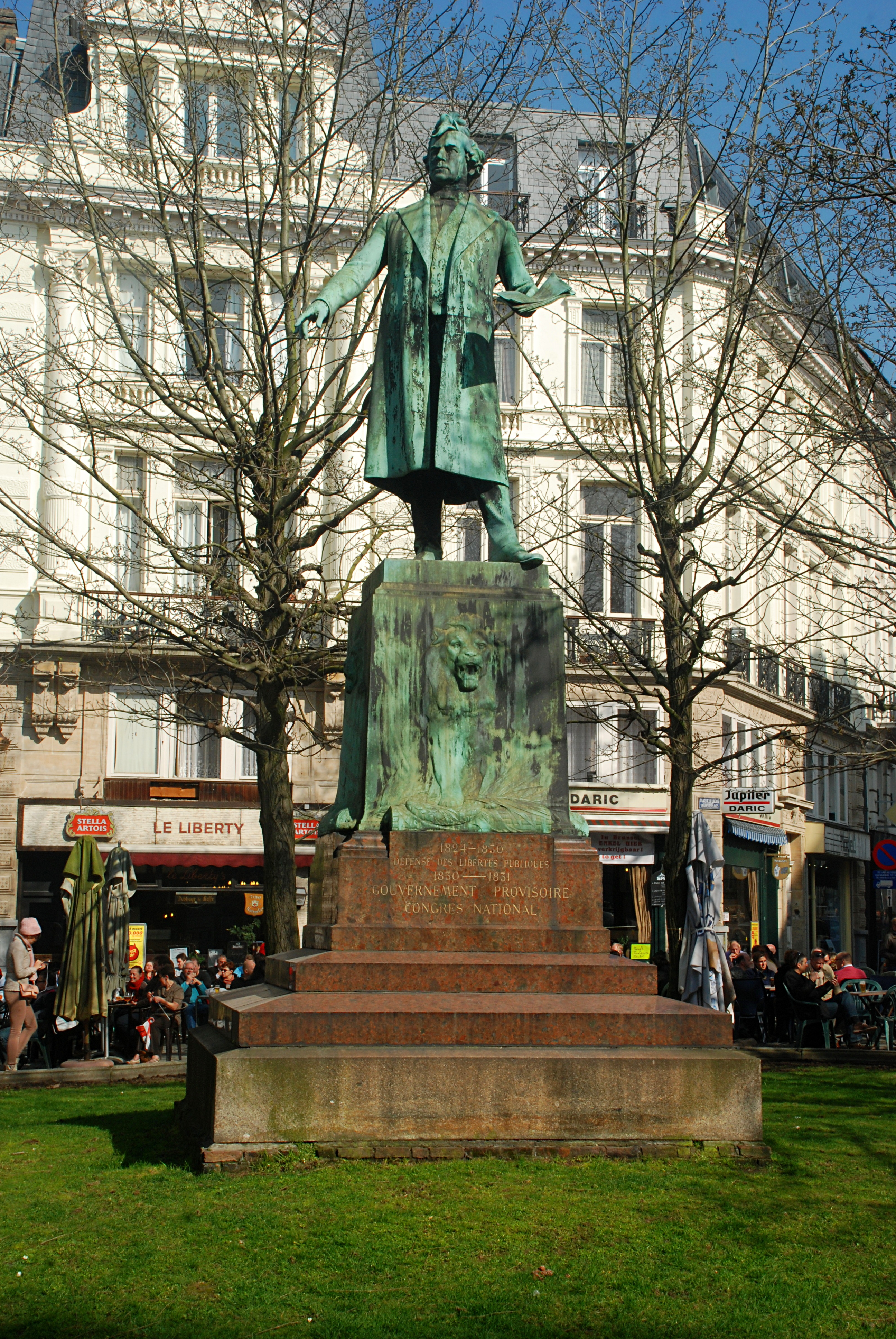
Monument à Charles Rogier, 1897, Bruxelles, place de la Liberté.
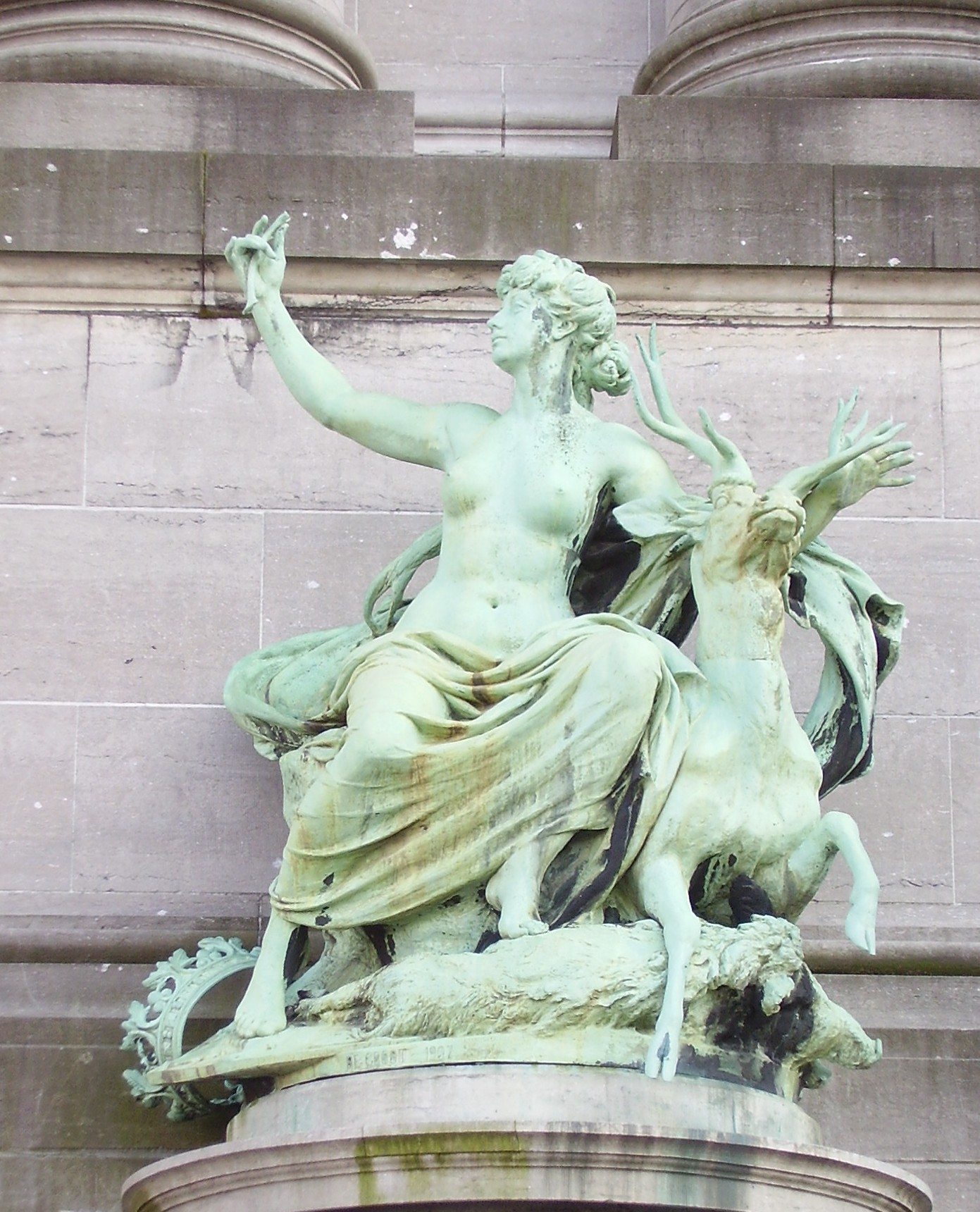
La Province du Luxembourg, 1905, Bruxelles, Arcades du Cinquantenaire.

## Distinction
- Chevalier de l'ordre de Léopold (4 mai 1881)[12].